# Homebrew Computer Club
El Homebrew Computer Club o HCC (Club d'Ordinadors Casolans) va ser un dels primers clubs que va reunir furoners per a discutir, compartir i experimentar amb els ordinadors. El grup va reunir els seus membres dos cops al mes des del març de 1975 fins al desembre de 1986.
De les seves files, n'han sorgit diversos furoners, entre ells, els fundadors d'Apple Inc., i altres activistes que han lluitat per a la democratització d'Internet, com Fred Moore.
El club va estar format per professionals suficientment apassionats com per a dur els ordinadors a la seva feina, amateurs impressionats per les possibilitats de la tecnologia i activistes disposats a treure els ordinadors del menyspreu a què els governs, les empreses i, en especial l'IBM els havien relegat.

## Història
La primera reunió es va celebrar el 5 de març de 1975, al garatge de Gordon French. Va acollir 32 aficionats als ordinadors, alguns dels quals ja es coneixien entre ells. Allò que més unia aquells homes era la seva passió pels ordinadors. Era gent interessada a aconseguir ordinadors que poguessin tenir a casa seva per a estudiar, jugar i crear coses amb ells. La recent introducció d'Altair els havia demostrat que això era possible. I allà, en aquell garatge de Silicon Valley hi tenien un Altair.
Fred Moore va ser el secretari d'aquella primera reunió, mentre que Gordon French va agafar el paper de moderador. Sis dels membres havien construït alguna mena d'ordinador, mentre que molts dels altres havien encomanat un Altair. Es va discutir sobre molts temes, però les paraules que més varen aparèixer són cooperar i compartir. Moore estava molt excitat de l'ambient que es respirava. Però llavors encara no s'havia adonat que allò que unia aquells homes no era l'estudi dels canvis socials possibles gràcies a la informàtica de masses, sinó la fascinació dels furoners per la tecnologia. Per a simbolitzar la filosofia que havia d'imperar durant tota la vida del club, en acabar la primera reunió Marty Spergel va oferir als altres assistents un xip Intel 8008.
A la segona reunió, que va tenir més de 40 assistents, el tema principal de les converses va ser com havien d'anomenar aquell club. Algunes de les idees van ser Infinitessimal Computer Club, Midget Brains i Steam Beer Computer Club. Finalment, es va optar per Bay Area Amateur Computer Users Group – Homebrew Computer Club. Encara que la denominació de facto acabarien sent les últimes tres paraules.
Ben aviat, el club es va convertir en la vanguàrdia dels furoners que, a més, havien iniciat una nova indústria que havia de ser diferent de qualsevol de les anteriors. També tenien la intenció que la indústria de la microcomputació estès governada per l'ètica furonera.
Els fundadors del club van ser superats per les ments brillants que hi havia al seu entorn. Gordon French tenia la mania de controlar totes les assemblees i organitzar-les a manera de classes magistrals, de manera que els membres varen començar a intercanviar opinions i coneixements als passadissos. Finalment, es va imposar la idea que es necessitava un moderador nou. La lògica dictava que fos Fred Moore, qui sempre estava parlant de compartir i que s'identificava més que ningú amb l'objectiu de l'intercanvi d'informació. Tanmateix, com que estava més interessat en la política que en els ordinadors, el juny de 1975, quan Gordon French va haver de desplaçar-se temporalment a Baltimore, es va acabar optant per Lee Felsenstein.

## Estructura
El club no tenia una jerarquia pròpiament dita. Tan sols constava d'un moderador i un secretari, encarregats de dirigir les sessions i de prendre’n notes. Mentre Gordon French va ser el moderador, les sessions solien constar de classes magistrals. Tanmateix, Lee Felsenstein va proposar una nova estructura que va funcionar millor.
En comptes d'una primera ronda on la gent es presentés a si mateixa i després alguns dels assistents oferissin xerrades, Lee va proposar un sistema on primer hi hagués una ronda per a permetre als assistents explicar en què estaven treballant o què volien saber. Després, es passava a una secció “d'accés aleatori”, on cadascú era lliure de voltar per la sala i parlar amb les persones que havien proposat coses que li interessessin. Després, hi havia una xerrada o una demostració pràctica d'allò en què estava treballant algú i, després, un altre cop una ronda de situació i una “d'accés aleatori”. Quan Lee Felsenstein va veure que la gent es resistia a tornar de la primera ronda “d'accés aleatori”, va decidir eliminar-la i deixar-ne només una al final de les reunions.

## Filosofia
La principal idea que va recórrer les files del Homebrew Computer Club és la de l'intercanvi i l'experimentació lliures. Aquells homes creien que la informàtica havia de ser un món lliure on tothom hi pogués aportar el seu granet de sorra. També consideraven que, per a explotar tot el potencial dels ordinadors, no hi havia d'haver cap mena de barrera.
Una de les conseqüències d'aquest plantejament és que no hi havia cap mena de requeriment explícit a l'hora de ser membre del club. A més, tampoc hi havia taxes. Tot i així, es demanaven donatius entre els seus membres per a cobrir les despeses de les reunions i de l'edició del butlletí de notícies.
Poc abans de la formació del club, Buckminster Fuller havia formulat i popularitzat el concepte de sinergia, segons el qual el poder col·lectiu és superior a la suma dels poders individuals. El Homebrew Computer Club era un exemple arquetípic d'aquest concepte de treball. La idea d'un podia inspirar altra gent per a embarcar-se en el projecte i, fins i tot, arribar a crear una companyia, o si algú arribava a una reunió amb un codi capaç de fer alguna cosa nova, el compartia amb la resta de manera que hi poguessin accedir lliurement i millorar-lo.

## Butlletí de notícies
El butlletí de notícies del Homebrew Computer Club va ser una de les revistes culturals que van influir més la gent treballant a Silicon Valley. Va incubar dins la societat la idea de l'ordinador personal o PC i va ajudar els seus membres a muntar i construir els primers ordinadors. Bill Gates va publicar-hi l'Open Letter to Hobbyists (Carta Oberta als Aficionats), on criticava els furoners per piratejar programes informàtics comercials.
La primera edició del butlletí va sortir el 15 de març de 1975. Va continuar amb dissenys diversos fins al desembre de 1977. En total, va publicar 21 edicions, la majoria de les quals sota la direcció de P.O.Box, a Mountain View, California.

## Aportacions
Del Homebrew Computer Club en varen sorgir moltes aportacions al món de la informàtica. Steve Dompier, ben aviat, es va adonar que, si acostava la seva ràdio a l'ordinador mentre executava un programa per a ordenar números, la ràdio feia uns sorolls estranys. Un d'aquests sorolls, li va semblar que era un Fa sostingut. De manera que es va portar la seva guitarra i va buscar la manera de fer la resta de notes musicals amb l'ordinador. Al cap de vuit hores, ja havia construït un programa per a escriure música que presentaria a la quarta reunió del club.
Bob Marsh es va adonar que allò era el començament d'una nova era. Però també va ser conscient que hi hauria una gran demanda d'ordinadors, així com de perifèrics de tota mena que MITS no podia proveir. Així doncs, va decidir construir alguns circuits per a incloure a una de les ranures blanques de l'Altair 8800. Sabia que allò que corria més pressa era una memòria més gran que no pas els 256 bytes que portava la màquina. Com que no podia aportar el capital necessari, va decidir crear una companyia, anomenada Processor Technology, juntament amb Ingram i recaptar fons per a dur a terme el seu projecte d'ampliació de la memòria. En tan sols dos mesos, havien aconseguit 100.000 dòlars en comandes per a les memòries. Finalment, dos mesos després d'iniciar el projecte (el juny de 1975), Marsh tenia llest el primer lot de memòries de 2 kilobytes.

## Membres
- Bob Albrecht
- Alan Baum
- Steve Dompier
- Lee Felsenstein
- Gordon French
- Harry Garland
- Bob Marsh
- Roger Melen
- Fred Moore
- Marty Spergel